# Eudorylas chvalai
Eudorylas chvalai är en tvåvingeart som beskrevs av Kozanek 1988. Eudorylas chvalai ingår i släktet Eudorylas och familjen ögonflugor.
Artens utbredningsområde är Turkmenistan. Inga underarter finns listade i Catalogue of Life.